# UTV (мотовсюдихід)
UTV мотовсюдихід (англ. Utility Task Vehicle — укр. Транспорт для господарських потреб) — клас позашляхових транспортних засобів, що представляють собою квадроцикли з кермовим управлінням автомобільного типу і з рядним (пліч-о-пліч, англ. Side-by-Side) розташуванням водійського і пасажирського крісла. Мотовсюдиходи UTV також називають Side-by-Side або ROV (англ. Recreational Off highway Vehicle, укр. Транспорт для позашляхового відпочинку).

## Опис
Мотовсюдиходи Side-by-side мають повний привод (4WD).
Кількість провідних осей, як правило, дві. Деякі моделі можуть мати підкатний третій неведучий міст або випускаються в триосьовому повноприводному варіанті.
Кількість пасажирських місць (включаючи водія) — два, чотири, або рідше шість. На задній стороні транспортний засіб може мати вантажну платформу.
Двигун Side-by-side — бензиновий, трансмісія безступенева, як правило з кліноременним варіатором. UTV марки Honda оснащені автоматичною трансмісією автомобільного типу.

## Стандарти
Є два стандарти, опубліковані Американським національним інститутом стандартів (ANSI) для Side-by-side. 
ANSI / OPEI B71.9-2016 встановлює стандарти для багатоцільових позашляхових комунальних транспортних засобів (MOHUV), спеціально призначених для комунальних служб, які підходять для перевезення людей та вантажів, мають неперешкодне сидіння, призначені для руху на чотирьох або більше колесах , використовують для керування кермо та педалі, максимальна швидкість досягає не менше 40,2 км / год, загальна ширина — 2,030 мм (80 дюймів) або менше, загальна вага автомобіля (GVWR) становить не більше 1814 кг (4,000 фунтів) і з мінімальною вантажопідйомністю 159 кг (350 фунтів).
ANSI / ROHVA 1-2016 встановлює стандарти для рекреаційних позашляхових транспортних засобів: швидкість руху перевищує 48 км / год, загальна допустима вага не більше 1,700 кг (3,750 фунтів) і робочий об'єм двигуна дорівнює або менше 1,000 куб. кг (61 кубічних дюймів) для бензинових двигунів.

## Безпека
Мотовсюдиходи Side-by-side в стандартному виконанні обладнуються дугами і ременями безпеки. На багатьох моделях також встановлено жорсткий дах, бічні утеплювачі і лобові стекла, інколи зі склоочисниками.

## Мотоспорт
Починаючи з ралі "Дакар" 2017 року, транспортні засоби цієї категорії змагаються в окремому класі, який визначається як чотириколісні транспортні засоби Side-by-side з максимальним робочим об'ємом 1000 куб. см.
Раніше їх класифікували в підкласі Cars T3.3. Через відносно низьку вартість їх популярність зросла, і в 2021 році організатори ралі "Дакар" запровадили нові рейтингові категорії — T3 для легких прототипів і T4 для серійних UTV. Вантажівки перекваліфікували в Т5.